# Edward Enninful
Edward Kobina Enninful (Ghana, 22 de febrero de 1972) es un estilista de moda ghanés naturalizado británico, y editor jefe de la revista Vogue británica. Fue nombrado director de moda de la revista i-D a los 18 años, un puesto que ocupó durante las siguientes dos décadas.

## Primeros años
Edward Enninful nació en febrero de 1972, en Ghana, y a una edad muy temprana, emigró a Ladbroke Grove, Londres, junto a sus padres y cinco hermanos. Su madre trabajó como costurera, y le inspiró con los colores y tejidos vívidamente estampados que ella usaba para crear la ropa para sus amigos británicos-ghaneses.
A los 16 años, Enninful fue descubierto en un tren por el estilista Simon Foxton. "Tenía 16 años y no tenía ni idea de quién era Simon Foxton," dijo en una entrevista para Telegraph Magazine. "Como dos semanas más tarde, fui descubierto de nuevo, esta vez por una descubridora de modelos. Cuando le dije que ya se me había acercado Simon Foxton, ella me dije lo increíble que él era y semanas más tarde, estaba haciendo sesiones fotográficas con él en su casa, junto a Nick Knight, fundador y fotógrafo de i-D."
Enninful describió su breve carrera de modelo como su "bautismo en la moda". A los 17 años, le habían presentado a Trish y Terry Jones, fundador de la revista i-D, y pronto comenzó a ayudar a la directora de moda dei-D Beth Summers. Terminó la universidad, graduándose en Goldsmiths, University of London ("Apenas, pero de otra manera mi padre me habría matado.") mientras lo compaginaba con su carrera de modelo y ayudaba en las sesiones fotográficas con Foxton y Summers. Summers dejó la revista unas pocas semanas después del decimoctavo cumpleaños de Enninful, y Terry Jones le dio el puesto.

## Carrera

### Revistai-Dy trabajo en publicidad
A los 18 años, el puesto de Enninful como director de moda en i-D le hizo el director de moda más joven en una publicación internacional. Pronto, fue conocido por su elegancia vanguardista, la cual rápidamente se convirtió en su seña de identidad. Gran parte de su inspiración viene de la calle. "Nosotros los británicos tenemos que customizar nuestra ropa, tenemos que ser más creativos, informar quién eres—y todavía estoy obsesionado con la calle." Los looks que aparecían en sus historias ayudaron a alimentar el movimiento grunge a principios de los años noventa.
A los 22 años, Enninful trabajaba para Calvin Klein en publicidad con Craig McDean y la maquilladora y amiga íntima Pat McGrath. Hasta la fecha, ha sido consultado para numerosas campañas publicitarias y pasarelas, incluyendo las de Comme des Garçons, Christian Dior, Dolce and Gabbana, Celine, Lanvin, Mulberry, Giorgio Armani, Valentino, Jil Sander, Calvin Klein, Fendi, Alessandro Dell'Acqua, Gucci, Hugo Boss, Missoni.
Para el número de marzo de 2009 de i-D, Enninful realizó el estilimo de la portada "The Best British" por el fotógrafo Sølve Sundsbø. El número se imprimió con 12 portadas separadas, en cada una de las cuales aparecía una de las doce supermodelos británicas, incluidas Jourdan Dunn, Kate Moss, Susie Bick, Naomi Campbell, Stella Tennant, Eliza Cummings, Alice Dellal, Daisy Lowe, Twiggy, Yasmin Le Bon, Lily Donaldson, y Agyness Deyn.

### Vogueitaliana
En 1998, Enninful se convirtió en editor colaborador de Vogue italiana. Según él, trabajar con la editora jefe deVogue Italia, Franca Sozzani y el fotógrafo Steven Meisel le propulsaron para madurar como estilista. "Siempre digo que era un estilista londinense pero cuando trabajé con Steven, me convertí en un estilista apropiado."
En Vogue italiana, encabezó la producción de su "Black Issue", en el cual sólo aparecían modelos negras, incluidas Naomi Campbell, Jourdan Dunn y Alek Wek. Describió su intención como terminar con el "todo blanco que domina las pasarelas y las revistas". El número fue tan exitoso que Condé Nast tuvo que imprimir 40.000 copias extra.
Enninful también realizó el estilismo de la portada editorial del muy publicitado número de junio de 2011, "Belle Vere", en el cual aparecían exclusivamente modelos de tallas grandes como Tara Lynn, Candice Huffine, y Robyn Lawley.

### Vogueamericana
En 2006, Enninful se convirtió en editor colaborador de moda para Vogue América. Él puede ser visto en el documental "The September Issue".

### Wmagazine
Se anunció en abril de 2011 que Enninful tomaría el control como director de moda y de estilo de W, un puesto anteriormente ocupado por Alex White. Declaró en una entrevista a WWD, "Ahora, me voy a centrar en mi destreza editorial en W," terminando su relación de 10 años como freelance con Vogue América e Italia. Bajo la dirección de Enninful, W generó considerable atención por sus riesgos editoriales, incluyendo la portada de marzo de 2012 fotografiada por Steven Klein en la que aparecía Kate Moss como una monja, así como otra portada con la cantante Nicki Minaj vestida como una cortesana francesa del siglo XVIII. Y para el número artístico de noviembre de 2011, Enninful colaboró con Steven Meisel en una serie de falsos anuncios a lo largo de la revista, incluyendo uno en el que aparecía una drag queen participante en RuPaul's Drag Race llamada Carmen Carrera pregonando una fragancia ficticia llamada La Femme.
Mientras que la revista sufría en 2010, en medio de una brutal recesión y competición de V Magazine e Interview Magazine, W comenzó a mostrar signos de vida después de la toma de control de Enninful. Los anuncios de la revista subieron al 16,7 por ciento en mayo de 2012, con 453 comparadas con las 388 p. para el mismo período del año anterior, de acuerdo con Media Industry Newsletter—la mayor ganancia año tras año entre los títulos de moda. El Director Editorial Stefano Tonchi dijo a The New York Times que Enninful fue una gran parte de ese éxito.
Enninful fue nombrado Oficial de la Orden del Imperio Británico (OBE) en los Honores del Cumpleaños de 2016 por sus servicios a la diversidad en la industria de la moda.

### Voguebritánica
Enninful fue confirmado como nuevo editor jefe de Vogue británica el 10 de abril de 2017. El Presidente y Director Ejecutivo de Condé Nast International, Jonathan Newhouse le anunció como sucesor de Alexandra Shulman, llamando a Enninful "una figura influyente en las comunidades de moda, Hollywood y la música que dan forma al espíritu cultural", añadiendo que "en virtud de su talento y experiencia, Edward está sumamente preparado para asumir la responsabilidad de Vogue británica". Se observó que Enninful tenía seis veces más seguidores en Instagram que Shulman en el momento de su nombramiento.

### Reconocimiento
- Premio Clio Excellence en Estilismo Comercial[19]

- Premios Moda Británica Premio Isabella Blow por Creador de Moda[20]

- Premio BRAG Logro Empresarial[21]

- Taller de Educación de Moda en la Casa Blanca[22]

- Premio Frederick Douglass Medallion de la Liga Urbana de Nueva York[23]

- Premio de Fotografía de la National Magazine en 2013: "Good Kate, Bad Kate" por Steven Klein[24]

- Premio Exalumno Negro del Pratt Celebración del Espíritu Creativo[25]